# Sockenadjunkt
En sockenadjunkt var en präst med ett vikariat eller ett förordnande som nådårspredikant. En annan benämning på sockenadjunkt var pastorsadjunkt. Benämningarna kan användas synonymt, men ofta handlar det om vem som stod för lönen: kyrkoherden eller församlingen. I Karlstads stift fanns det ett stort antal tjänster av det senare slaget, som senare omvandlades till komministraturer.